# 負圧計

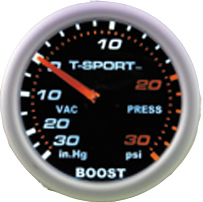
社外品のブースト計の一例。負圧計としても用いる事が出来る表記になっており、計測単位は過給圧はpsi、負圧はINS/Hgが用いられている。

負圧計（ふあつけい、vacuum-meter、vacuum-gauge、バキューム計）は計測器の1種であり、大気圧より低い圧力を圧力差として測る装置である。真空計の別名であり、差圧計とも呼ばれる。
本項目では内燃機関の吸気圧力を計る負圧計について記述する。他の一般的な圧力測定に関しては末尾の関連項目を参照。

## 内燃機関の負圧計
自動車やオートバイなどの内燃機関を搭載する車両や、バキューム車などの負圧を特に利用する機器に装備され、操作者が現在の吸気圧力を把握するのに用いられる。ここでは、自動車、オートバイの負圧計に関して記述する。
内燃機関にとっては吸気圧力は、内燃機関の作動状態を知る為の要素の1つである。
自然吸気式のエンジンにおいては、負圧状態から正圧までの測定を行うことができ、同じ回転数でも正圧に近くなるほど、エンジンに多大な負荷が掛かっていることを示している。過給器付きエンジンにおいては、ブースト計が負圧計の機能を兼ねている。
計器としての単位はkgf/cm2であるが、純正装着の負圧計の文字盤には0.5kgf/cm2刻み程度の大まかな表記しか行われていない場合が多い。日本国内では他にkPaやcm/Hgが用いられることが多く、北米ではpsiやINS/Hg、barを用いることもある。

## 背景

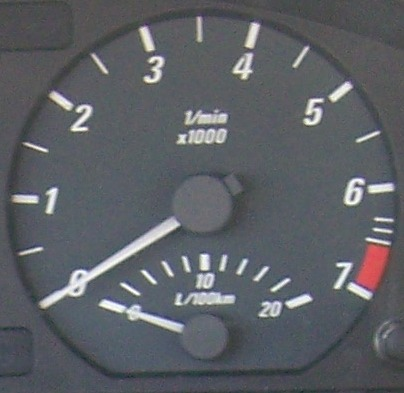
タコメーターと共に燃費計が組み込まれている例。吸気圧力を計測しているが、表記は100km辺りの燃費を直接示すものとなっている。

負圧計は内燃機関の登場以前から既に存在していたが、自動車の内燃機関においては近年まで純正採用されることは少なかった。
これは自然吸気エンジンの負圧計が、過給器付きエンジンにおけるブースト計と比較して、吸気システムの正常な動作状態を把握するという意味で、インテークマニホールドの負圧を常時正確に測定し続ける必然性が低かったことが一因である。旧来よりエコランに専念したい一部のドライバーの間では、エンジンの負荷状態を正確に知る意味で負圧計を取り付ける者が存在したが、自然吸気エンジンの保守に際して必ずしも必要な装備では無かった。
しかし、2010年代以降の現在では近年の原油価格の高騰化に伴って経済走行を心がけるドライバーが増えてきたため、自動車メーカーの間で負圧計の新たな利用法が模索され始めた。本来、吸気圧力を表示する文字盤に燃費数値を記載することで、ドライバーが視覚的に現在の燃費を知ることが出来るよう、燃費測定計という形で、負圧計が積極的に用いられることがある。

一方で、トランスミッションにCVTが標準装備された一部の軽乗用車、および普通乗用車などの車両の中には負圧計というかたちではなく、「ECO」（エコラン）モードインジケーター（負圧表示灯）というかたちで装備されているものも存在する。この場合には操縦者は計器からは「経済走行域で走っているか否か」しかわからない。

## 単位と表記
負圧計には様々な単位が用いられるが、負圧計は大気圧を0として計測を行う物が多いので、特に注記の無い限りは文字盤の数値は全てマイナス値となる。また、燃費走行を目的とした負圧計の中には、燃費の向上に適した走行を行う為のグラフ表記が、数値表記とは別に文字盤にカラーバーや文字で表記されている事もある。
|                               | キロパスカル(kPa) | バール(bar)      | 工学気圧(kgf/cm2)    | 水銀柱インチ(INS/Hg) | 水銀柱センチメートル(cm/Hg) | 重量ポンド毎平方インチ(psi) |
| ----------------------------- | ----------------- | ---------------- | -------------------- | -------------------- | --------------------------- | --------------------------- |
| フルスロットル (Poor)         | 0〜-17 kPa        | 0〜-0.17 bar     | 0〜-0.17 kgf/cm2     | 0〜-5 INS/Hg         | 0〜-12.7 cm/Hg              | 0〜-2.5 psi                 |
| ハーフスロットル (Fair)       | -17〜-34 kPa      | -0.17〜-0.34 bar | -0.17〜-0.35 kgf/cm2 | -5〜-10 INS/Hg       | -12.7〜-25.4 cm/Hg          | -2.5〜-4.9 psi              |
| パーシャル (Drive / Good)     | -34〜-56 kPa      | -0.34〜-0.56 bar | -0.35〜-0.57 kgf/cm2 | -10〜-16.5 INS/Hg    | -25.4〜-41.9 cm/Hg          | -4.9〜-8.1 psi              |
| アイドリング (Idle)           | -56〜-73 kPa      | -0.56〜-0.73 bar | -0.57〜-0.74 kgf/cm2 | -16.5〜-21.5 INS/Hg  | -41.9〜-54.6 cm/Hg          | -8.1〜-10.5 psi             |
| エンジンブレーキ (Decelerate) | -73〜-100 kPa     | -0.73〜-1.0 bar  | -0.74〜-1.0 kgf/cm2  | -21.5〜-30 INS/Hg    | -54.6〜-76.2 cm/Hg          | -10.5〜-14.7 psi            |

## 構造
現在使用されている負圧計は、大きく分けて機械式と電気式に分類される。両者の大きな違いは、メーター本体が吸気圧力を機械的に読み取るか、圧力センサーやエアフロメーターを介して電気的に読み取るかである。

### 機械式負圧計
機械式負圧計は、表示部と一体となった測定器内にインテークマニホールドからのバキュームホースを直接引き込んで吸気圧力を表示する形式である。
メーターまで直接バキュームラインを引く必要があることから配管の設置に手間が掛かるが、電気式メーターに比較して安価であることや、万が一配管が外れた場合の危険性が水温計や油温計に比べて低いことから、社外品の負圧計の多くが今日でもこの方式を採用している。

### 電気式負圧計
電気式負圧計はインテークマニホールド内に備えられた圧力センサーによって吸気圧力を測定し、電気式メーターに吸気圧力を表示する方式である。車種によってはエンジンコントロールユニットやエアフロメーターの測定値から吸気圧力を計算して表示するものもある。
現在の車両に純正で備え付けられている負圧計、又は燃費測定計の多くはこの形式である。